# Francisco de Oliveira Dias
Francisco Manuel Lopes Vieira de Oliveira Dias (ur. 17 lutego 1930 w m. Leiria, zm. 14 stycznia 2019 w Lizbonie) – portugalski polityk i lekarz, w latach 1981–1982 przewodniczący Zgromadzenia Republiki.

## Życiorys
Z wykształcenia i zawodu lekarz. W okresie przemian demokratycznych w połowie lat 70. współtworzył Centrum Demokratyczne i Społeczne, wchodził w skład kierownictwa partii. W 1975 uzyskał mandat posła do konstytuanty, następnie wybierany na deputowanego do Zgromadzenia Republiki, w którym zasiadał do 1983. Od 1981 do 1982 pełnił funkcję przewodniczącego portugalskiego parlamentu.